# Йомерли
Йомерли, известен още като Амара, е село във вилает Шанлърурфа, Централноюжна Турция. През 1985 г. в Йомерли живеят 655 души. През 2009 г. селото има 582 жители. Намира се на 600 м н.в. Голяма част от населението е мигрирало в Германия за работа. В селото се говори масово на кюрдски. В Йомерли е роден водачът на Кюрдската работническа партия Абдула Йоджалан през 1948 г. Всяка година на рождения му ден хиляди кюрди празнуват рождения му ден. На 4 април 2009 г. група от 3000 кюрди се отправя към Йомерли, за да отпразнува 60-ия рожден ден на Йоджалан. Маршът е прекъснат от турските власти, което доведе до сблъсъци. Двама мъже губят живота си. 
На общинските избори на 31 март 2019 г. за кмет беше избран Хюсаметин Алтъндаг. 